# Maracaí
Maracaí là một đô thị ở bang São Paulo của Brasil. 
Maracaí nằm cách thủ phủ 473 km, có diện tích 543 km². 

## Dữ liệu dân số theo điều tra dân số năm 2000
Tổng dân số: 13.004
- Dân số thành thị: 11.420
- Dân số nông thôn: 1.584
- Nam giới: 6.626
- Nữ giới: 6.378

Mật độ dân số (người/km²): 24,40
Tỷ lệ tử vong trẻ sơ sinh dưới 1 tuổi (trên một triệu người): 15,28
Tuổi thọ bình quân (tuổi): 71,53
Tỷ lệ sinh (số trẻ trên mỗi bà mẹ): 1,94
Tỷ lệ biết đọc biết viết: 89,42%
Chỉ số phát triển con người (HDI-M): 0,773
- Chỉ số phát triển con người - Thu nhập: 0,684
- Chỉ số phát triển con người - Tuổi thọ: 0,776
- Chỉ số phát triển con người - Giáo dục: 0,858

(Nguồn: IPEADATA)

## Sông ngòi
- Rio Capivara (e represa)
- Rio do cervo
- Sông Paranapanema
- Rio Pitangueira